# サムットプラーカーンFC
サムットプラーカーンFC（タイ語: สโมสรฟุตบอลจังหวัดสมุทรปราการ, 英語: Samut Prakan Football Club、略称SPFC）は、タイ王国のサムットプラーカーン県をホームタウンとするサッカークラブ。

## 歴史
2009年にリージョナルリーグ・ディヴィジョン2（3部）で優勝、翌2010年に準優勝した。
2021年5月24日、小野啓希が監督に就任。

## タイトル

### 国内タイトル
- リージョナルリーグ・ディヴィジョン2 中央・東部 (1) : 2009
  - 準優勝 (1) :  2010

## 過去の成績
- 2007 リージョナルリーグ・ディヴィジョン2 : 5位
- 2008 リージョナルリーグ・ディヴィジョン2 グループA : 5位
- 2009 リージョナルリーグ・ディヴィジョン2 中央・東部 : 優勝
  - 2009 リージョナルリーグ・ディヴィジョン2 チャンピオンシップ : 4位
- 2010 リージョナルリーグ・ディヴィジョン2 中央・東部 : 2位
  - 2010 リージョナルリーグ・ディヴィジョン2 チャンピオンシップ : グループB 5位
- 2011 リージョナルリーグ・ディヴィジョン2 中央・東部 : 9位
- 2012 リージョナルリーグ・ディヴィジョン2 中央・東部 : 13位
- 2013 リージョナルリーグ・ディヴィジョン2 中央・東部 : 11位

## 歴代所属選手
- 大井川望未 2021
- 本間和生 2021, 2023
- 成田壮 2021-

## 歴代監督
- 小野啓希 2021-